# Петров Василь Іванович
Васи́ль Іва́нович Петро́в (2 (15) січня 1917 село Чорноліське, тепер Новоселицького району Ставропольського краю — 1 лютого 2014, місто Москва) — радянський воєначальник, Маршал Радянського Союзу (25.03.1983), головнокомандувач Сухопутних військ СРСР — заступник міністра оборони СРСР (1980—1985), 1-й заступник міністра оборони СРСР (1985—1986). Учасник німецько-радянської війни. Член ЦК КПРС у 1976—1989 роках. Депутат Верховної Ради СРСР 9—11-го скликань. Герой Радянського Союзу (16.02.1982).

## Біографія
Народився 2 (15) січня 1917 року в селі Чорноліському Ставропольської губернії. У 1935 році закінчив 10 класів середньої школи, в 1937 році — два курси Орджонікідзевського педагогічного інституту.
У Червоній армії з 22 листопада 1939 року. Служив у полковій школі. У 1941 році закінчив двомісячні курси молодших лейтенантів, після чого командував кавалерійським взводом.
У роки німецько-радянської війни: командир кавалерійського взводу, заступник командира ескадрону (серпень 1941 — березень 1942); на штабній роботі: помічник начальника штабу полку з розвідки, ад'ютант старшого окремого батальйону (березень — грудень 1942); командир батальйону автоматників, заступник начальника штабу з оперативної частини 40-ї окремої мотострілецької бригади (грудень 1942 — березень 1943). З березня 1943 по грудень 1944 року — начальник оперативного відділення штабу бригади, потім стрілецької дивізії.
Воював на Південному, Кримському, Північно-Кавказькому, Закавказькому, Степовому, Воронезькому, 1-м і 2-му Українських фронтах. Брав участь в обороні Одеси, Севастополя і Кавказу, форсував Дніпро і Дністер, воював в Україні, Румунії та Угорщині.
Член ВКП(б) з 1944 року.
1945 року закінчив пришвидшений курс Військової академії імені Фрунзе, 1948 року — основний курс Військової академії імені Фрунзе.
Служив у Далекосхідному військовому окрузі. У 1948—1953 роках — заступник начальника, начальник оперативного відділу штабу 1-ї окремої Червонопрапорної армії; з червня 1953 по грудень 1955 року — командир 50-го стрілецького полку, з грудня 1955 по січень 1957 року — начальник штабу 39-ї стрілецької дивізії, з січня 1957 по липень 1961 року — командир 129-ї навчальної мотострілецької дивізії в Хабаровську.
З липня 1961 по червень 1964 року — начальник штабу армії, з червня 1964 по січень 1966 року — командувач 5-ї армії Далекосхідного військового округу.
З січня 1966 по квітень 1972 року — начальник штабу — 1-й заступник командувача військ Далекосхідного військового округу. У 1969 році закінчив Вищі академічні курси при Військовій академії Генерального штабу СРСР.
У квітні 1972 — травні 1976 року — командувач військ Далекосхідного військового округу.
З травня 1976 по грудень 1978 року — 1-й заступник головнокомандувача Сухопутних військ СРСР. Під час ефіопсько-сомалійської війни (1977—1978) очолював оперативну групу Міністерства оборони СРСР в Ефіопії і займався плануванням бойових операцій ефіопських військ.
З грудня 1978 по листопад 1980 року — головнокомандувач військ Далекого Сходу (штаб — в місті УЛН-Уде).
З листопада 1980 по січень 1985 року — головнокомандувач Сухопутних військ СРСР — заступник міністра оборони СРСР.
Указом Президії Верховної Ради СРСР від 16 лютого 1982 року за успішне виконання завдань уряду і проявлені при цьому мужність і відвагу, генералу армії Петрову Василю Івановичу присвоєно звання Героя Радянського Союзу з врученням ордена Леніна і медалі «Золота Зірка».
З січня 1985 по липень 1986 року — 1-й заступник міністра оборони СРСР.
З липня 1986 по січень 1992 року — генеральний інспектор Групи генеральних інспекторів Міністерства оборони СРСР, в січні — вересні 1992 року — радник начальника Генерального штабу Об'єднаних Збройних Сил Співдружності Незалежних Держав. З вересня 1992 року — радник при Міністерстві оборони Російської Федерації.
Помер 1 лютого 2014 року. Похований на Федеральному військовому меморіальному кладовищі в Митищинському районі Московської області.

## Військові звання
- полковник (29.04.1952)
- генерал-майор (9.05.1961)
- генерал-лейтенант (16.06.1965)
- генерал-полковник (29.04.1970)
- генерал армії (15.12.1972)
- Маршал Радянського Союзу (25.03.1983)

## Нагороди
- Герой Радянського Союзу (16.02.1982)
- чотири ордени Леніна (31.10.1967; 21.02.1978; 16.02.1982; 14.01.1987)
- орден Жовтневої Революції (21.02.1974)
- два ордени Вітчизняної війни І ст. (8.07.1944; 11.03.1985)
- орден Вітчизняної війни ІІ ст. (31.10.1943)
- орден Червоного Прапора (28.10.1944)
- два ордени Червоної Зірки (6.11.1942; 26.10.1955)
- орден «За службу Батьківщині у Збройних Силах СРСР» ІІІ ст. (17.02.1976)
- орден Олександра Невського (Російська Федерація) (24.02.2012)
- іноземні ордени: ордени Сухе-Батора (1981), Бойового Червоного Прапора (1980), «За бойові заслуги» (1971, Монголія); ордени Тудора Владимиреску 1-го ступеня (1974), «За військові заслуги» (1985, Румунія); ордени Червоного Прапора (1982), Переможного лютого (1985, Чехословаччина); орден Державного Прапора (1982, Ефіопія); орден «За військову доблесть» 1-го ступеня (1983, В'єтнам); орден Шарнхорста (1983, НДР); орден «Ернесто Че Гевара» 1-го ступеня (1985, Куба); орден Прапора Угорської Народної Республіки з алмазами (1985); орден Національного прапора (1985, КНДР); орден Народної Республіки Болгарія 1-го ступеня (1985).
- медалі
- Почесний громадянин Новоселицького району Ставропольського краю (26.12.2006)